# I See You (Theme from Avatar)
I See You (Theme from Avatar) è un singolo della cantante britannica Leona Lewis, pubblicato nel 2009. La title track è il tema della colonna sonora del film Avatar.

## Descrizione
I See You (Theme from Avatar) è stata scritta e prodotta da James Horner, Simon Franglen e Kuk Harrell per la colonna sonora del film di James Cameron, Avatar. Horner e Franglen erano stati gli autori del celebre brano My Heart Will Go On, tema del film Titanic interpretato da Céline Dion. Il brano è stato candidato ai Golden Globe nella categoria miglior canzone originale in occasione della sessantasettesima cerimonia per la consegna dei Golden golbe nel 2010, premio poi effettivamente andato al brano The Weary Kind da Crazy Heart.
Per il video musicale prodotto per I See You (Theme from Avatar) è stata utilizzata la versione del brano "radio edit", leggermente più corta della versione presente sull'album. Il video è stato diretto dal regista Jake Nava, ed utilizza principalmente sequenze tratte dal film Avatar, alternate ad immagini inedite di Leona Lewis che interpreta il brano.

## Classifiche
| Classifica (2010) | Posizione più alta |
| ----------------- | ------------------ |
| Irlanda           | 47                 |
| US                | 24                 |